# William Cavendish (courtisan)
Pour les articles homonymes, voir William Cavendish.
Sir William Cavendish (1505 - 25 octobre 1557), qui était d'abord simple huissier du cardinal Thomas Wolsey; il obtint la faveur de Henri VIII d'Angleterre et de ses successeurs, qui l'élevèrent aux honneurs.